# Kim Ju-sung
Kim Ju-sung, né le 12 décembre 2000 à Cheongju en Corée du Sud, est un footballeur sud-coréen évoluant au poste de défenseur central au Sanfrecce Hiroshima.

## Biographie

### En club
Né à Cheongju en Corée du Sud, Kim Ju-sung est formé au FC Séoul. Il joue son premier match avec l'équipe première à l'occasion d'une rencontre de K League 1 face au Incheon United, le 13 juillet 2019. Il est titulaire lors de cette rencontre remportée par son équipe sur le score de deux buts à un.

### En équipe nationale
Kim Ju-sung est sélectionné avec l'équipe de Corée du Sud des moins de 20 ans pour participer à la Coupe du monde des moins de 20 ans en 2019. Il prend part à un seul match lors de ce tournoi, le quart de finale remporté aux tirs au but face au Sénégal. Les jeunes sud-coréens vont jusqu'en finale, en étant battus par l'Ukraine le 15 juin 2019 (3-1).
Kim Ju-sung honore sa première sélection avec l'équipe nationale de Corée du Sud le 24 juillet 2022 contre Hong Kong. Il entre en jeu à la place de Lee Jae-ik et son équipe l'emporte par trois buts à zéro.

## Palmarès
Corée du Sud -20 ans
- Coupe du monde -20 ans :
  - Finaliste : 2019.